# Историја биотехнологије
|  | Овај чланак је део дисеминационих активности уз подршку Фонда за науку Републике Србије, Програм ДИЈАСПОРА, #6464843, MeMEAS у сарадњи са Хемијским факултету Универзитета у Београду. Садржина ових текстова не изражава ставове Фонда за науку Републике Србије. Датум уноса: октобар—децембар 2023. Википедијанци: Ова група ученика ће писати чланке на подстраницама, где ће остати до краја периода уноса и оцењивања. Позовамо вас да помогнете ученицима и дате им смернице током израде. |

Биотехнологија представља примену биолошких система или њихових делова како би се развијали производи или како би се унапредиле њихове технолошке примене. Ферментација је једна од најстаријих биотехнологија за производњу хране жељених особина попут продуженог рока трајања и добрих органолептичких својстава.

## Рана биотехнологија
Ферментација као техника за процесуирање храна датира од пре више хиљада година и потиче још из античких времена. Почеци ферментације јављају се на Индијском континенту. Прављење сира је почело још пре 8000 година на тлу ушћа река Тигар и Еуфрат у Ираку, у време почетака припитомљавања животиња и култивације биљака. Касније, алкохолне ферментације које се користе у производњи вина и пива су се развиле у периоду 4000-2000 године пре нове ере од стране Египћана и Сумераца. Египћани су такође развили и ферментацију теста за производњу хлеба.  Међутим, научно поимаење ферментације почело је идентификацијом микроорганизама 1665. године од стране Ван Левенхука и Хукса, a Луј Пастер је оповргнуо „теорију спонтаног настанка“ око 1859.  Улога Lactococuus lactis бактерије је показана око 1877. од стране Сер Џона Листера .
Ферментација, именована по латинској речи „feverе“ је добила име од стране Луja Пастера по анаеробној особини процеса, тј. „la vie sans l’air“ (живот без ваздуха). Игром случаја, ово је било време индустријске револуције у Европи чији је резултат била масовна миграција популација из села у градове, што је са собом повукло и значајну промену са производње хране за локално становништво на производњу хране на великој скали, што је било неопходно како би се задовољиле потребе тржишта. Ово је затим довело до развоја ферментација хране и алкохолних пића такође на великој скали, где су најчешће корићшени квасци за производњу пива, вина и жестоких пића, односно бактерије млечнокиселинског врења за разне ферментације млечних производа, поврћа и воћа.

## Модерна биотехнологија
Модерна масовна производња ферментисане хране и пића скоро у потпуности зависи од употребе дефинисаног састава почетних култура, за разлику од недефинисаних мешавина традиционално коришћеним за производњу. Прелазак на дефинисане културе је значио да су се перформансе саме ферментације, као и квалитет производа и репродуцибилност процеса, драстично побољшали, а такође значи и да се мањи број култура користи. Ова интензивна употреба специфичних култура има, међутим, неке недостатке. У случају ферментација бактерија рода Lactococcus, пролиферација бактериофага може утицати на перформансе почетне културе за сирило.  1928. године, Роџерс и Витер су открили нисин произведен од стране неке од бактерија млечног врења и демонстрирали антагонистичку активност према другим бактеријским патогенима из хране.
2002. објављена је комплетна листа микроорганизама који се могу користити као безбедни у млечној индустрији од стране Међународне Федерације за млечне производе (International Dairy Federation – IDF). Та листа је постала референца за културе у храни у практичној употреби. Исте године, допуњена верзија листе (бактерија, гљива, квасаца) који се употребљавају у ферментацији прехрамбених производа.
Развој биотехнолошке индустрије може се, без јасних граница, поделити на пет стадијума. Све пре 1900. године представља први стадијум у ком су производи ограничени на производе ферментације, алкохол и сирће. Иако је пиво прво прављено од стране Египћана, прва масовна производња тек почиње од раних 1700. година. Чак постоје и знакови контроле процеса производње судећи по примени термометра 1757. године и развоја примитивних размењивача топлоте 1801. Средином XIX века, улога квасаца у алкохолној ферментацији је демонстрирана независно од стране Кагниар-Латура, Швана и Куцинга али је Пастер био тај који је убедио научни свет око неопходне улоге микроорганизама у овом процесу. Током касних година XIX века, Хансен је започео свој пионирски рад у Карлсберг пивари и развио методе за изоловање и пропагацију ћелија квасаца за производњу чистих култура и развио софистициране технике за производњу почетних култура. Међутим, употреба чистих култура се није раширила по Британији и истина је да многе мале пивнице и даље користе мешовите културе квасаца, а и даље успевају у производњи висококвалитетних производа.
Сирће је оригинално проиведено остављањем вина у плитким чинијама или делимично попуњеним бурићима где је дошло до споре оксидације до сирћета природним развојем микроорганизама. Значај ваздуха у овом процесу је довела до развоја „генератора“ који се састојао од посуде напаковане са инертним материјалом (попут угља) преко којег би вино цурело. „Генератор“ сирћета се може сматрати првим аеробним ферментатором који је развојен. Са краја XIX до почетка XX века, иницијални медијум се пастеризовао и инокулисао са 10% правог сирћета како би постао киселији и тиме отпорнији на контаминацију.  Тако да, почетком XX века концепт контроле процеса је био добро успостављен и у индустрији сирћета и у индустрији пиварства.
Између 1900. и 1940. године, главни нови производи били су биомаса квасца, глицерол, лимунска киселина, млечна киселина, ацетон и бутанол. Вероватно најбитнији напреци током овог периода били су у развоју пекарског квасца и ферментацији растварача. Производња пекарског квасца је аеробни процес и убрзо се препознало да брз раст ћелија квасца у богатом медијуму доводи до потрошње кисеоника што даље води до производње алкохола на рачун производње биомасе. Проблем је смањен ограничавањем почетне концетрације медијума тако да је раст ћелија ограничен доступношћу извора угљеника уместо кисеоника. Даљи раст културе је затим контролисан додатком медијума у малим количинама. Ова техника се сад зове „дохрањена” (енгл. fed batch) култура и користи се у широкој примени како би се избегли услови ограничења кисеоником. Аерација ових раних култура квасаца је такође побољшана увођењем ваздуха кроз цеви које би могле бити пречишћене воденом паром. 
Развој ферментација за добијање ацетона и бутанола у току Првог светског рата пионирским радом Вajцмана на Универзитету у Манчестеру довео је до развоја прве потпуно асептичне ферментације. Сви досадашњи процеси су могли да се одвијају са релативно мало контаминације ако се узме у обзир коришћење доброг инокулума и примена одговорног стандарда хигијене. Међутим, анаеробни процес за добијање бутанола је био подложан контаминацији. Ферментатори који су били тад у употреби су били вертикални цилиндри са полусфериним врховима и дном направљеним од челика. Могли су да се чисте воденом паром под притиском и конструисани су да минимализују шансу за контаминацију, али с обзиром да су коришћени ферментатори од 2000 хектолитара и даље су представљали проблем за развој инокулума и одржање асептичких услова па су развијене технике за производњу ових органских растварача које су биле технолошки скок обезбеђујући пут за асептичне аеробне процесе у 1940-им. Касних 1940-их година, ферментација је и даље обезбеђивала 65% бутанола и 10% ацетона који се производио у Сједињеним Америчким Државама. Међутим, добијање растварача преко ферментација је постало неекономично са развојом компетентних процеса који су базирани на петрохемији.
Трећи стадијум развоја биотехнологије је почео у 1940-им као резултат потребе за пеницилином у виду субмерзне културе под асептичним условима током ратног стања . Производња пеницилина је аеробни процес који је веома подложан контаминацији. Иако је знање стечено у току производње растварча од великог значаја, проблем струјања стерилног ваздуха кроз културу и мешања вискозног медијума, морао је бити превазиђен. Такође, за разлику од ферментација за добијање растварача, пеницилин је прављен у веома малим количинама помоћу почетних изолата и ово је довело до побољшања сојева, што је постала доминантна особина индустрије у наредним годинама. Развој процеса је такође побољшан увођењем „пилотских“ постројења чиме се обезбеђено тестирање нових техника на скали мањој од продукцијске. Ово је вероватно стадијум у ком су се десиле најбитније промене у технологији ферментације што је резултовало развојем нових процеса, а са њима и нових антибиотика, витамина, аминокиселина, ензима и стероида.
Раних 1960-их, одлуке неколико мултинационалних компанија да истраже производњу микробних биомаса као извора протеинске хране довеле су до низа открића који се може сматрати четвртом фазом у напретку индустрије. Развој великих ферментационих посуда са механичким мешалицама током треће фазе био је у опсегу од 80000 до 150000 dm³. Међутим, релативно ниска цена микробних биомаса захтевала је њихову производњу у много већим количинама у односу на друге ферментационе производе како би процес био исплатив. Овај период довео је до развоја ферментација под притиском који су уклонили потребу за механичким мешањем. Кључна карактеристика ових процеса била је непрпекидан ток ради економске исплативости. ИЦИ Прутеен поступак за производњу хране за животиње био је један од дуговечних резултата овог истраживања, користећи непрекидни ферментор од 3000000 dm³ под притиском за гајење Methylophilus methylotrophus с метанолом као извором угљеника. Иако је овај поступак био технолошки тријумф, убрзо је постао економски неуспех јер је производ био скупљи од сојиног и рибљег брашна, па је 1989. године постројење срушено означавајући крај овог периода.

## Савремена биотехнологија
Док је биомаса производ мале вредности, а велике запремине, наредн, пети стадијум прогреса индустрије се огледао у производњи прозвода велике вредности, а мале запремине, стадијум који се често назива „нова биотехнологија“. Рекомбинантна ДНК технологија је дозволила експресију људских и сисарсих гена у култивисаним животињским ћелијама и микроорганизмима тиме омогућујући развој релативно масовне производње протеина који су у терапеутској и другој употреби. Ови производи су били класификовани као биолошки агенси (енгл. biologicals), не као лекови, и тиме долазе под исту регулаторну контролу као и вакцине, и уз њих могу се заједно сматрати као биофармацеутици.
Експлоатација генетског инжењеринга је паралелно ишла са још једним великим развојем у биотехнологији који је утицао на напредак индустрије, а то је производња моноклонских антитела. Доступност моноклонских антитела је водила ка софистицираним аналитичким техникама и њуховој употреби као терепеутских агенаса. Иако је њихова практична употреба у почетку ограничена само на аналитичке примене, сад су развијени биофармацеутици који се производе се у ферментационим системима који користе и сисарске ћелије и микроорганизме као експресионе домаћине.  Године 1982. људски инсулин добијен рекомбинантном технологијом је постао први хетерологи протеин који је дозвољен за употребу у медицини. Касније у осамдесетим, још осам производа је дозвољено за људску употребу, од чега два представљају људски хормон раста, два интерфероне, један моноклонска антитела, једна рекомбинантна вакцина за хепатитис Б, један активатор ткивног плазминогена, и један еритропротеин.  Током овог периода, фармацеутска индустрија је такође била веома активна у развоју конвенционалних микробних процеса који су резултовали са више нових производа који су изашли на тржиште касних осамдесетих и раних деведесетих година. Бакленд  је направио листу четири секундарних метаболита избачених на тржиште у то време: циклоспорин, имунорегулатор који се користи у контроли одбијања трансплатације органа, имипенем, модификован карбапенем, који је дао најшири спектар антибиотског дејства од било ког антибиотика; ловастатин, лек за смањивање нивоа холестерола, и ивермектин, лек против паразита који спречава афричко речно слепило, а такође се употребљава у ветерини. Продаја ова четири производа је надмашила све остале рекомбинантне протеине произведене у том периоду. Међутим, развој последњих 20 година је резултовао тиме да биофармацеутици достижу годишњу продају у рангу 100 милијарди долара – представљајући трећину глобалног тржишта лекова.  Године 2010. за тридесет биофармацеутика је забележена продаја у вредности од преко милијарду долара. 
До краја 2012, око 220 биофармацеутика је одобрено за производњу  са 31% произведених у E. coli, 15% у квасацима, 43% у сисарским ћелијама (углавном у имортализованој култури јајних ћелија кинеских хрчака), док је осталих 11% произведено у хибридома ћелијама, ћелијама инсекта и трансгеним животињама и биљакама. Један од рекомбинантних производа из 2012, Elelyso, (људска талиглукераза алфа, у употреби за третман поремећаја лизозомског складиштења, тј. Гаучерову болест) је одобрен за производњу користећи биљне ћелије као експресионог домаћина. Док су одобрени производи 1980. година били углавном хормони и цитокини, одобрења у периоду од 2005-2012 су доминантно производи на бази антитела и протеинског инжењеринга, тј. протеина који су модификовани постсинтетски.
Са развојем рекомбинантне технологије ДНК, развила се и производња хетерологих протеина, напредак у геномици, протеомици и анализи метаболизма дошло се до шестог стадијума у напретку индустрије. Секвенцирање комплетних генома из широког спектра организама и развој компјутеризованих система за складиштење и приступ подацима је дозволило поређење генома и визуализацију експресије гена на нивоу иРНК и протеинских профила, тј. траскриптома и протеома. Анализа метаболичког флукса дозволила је проучавање тока интермедијера кроз одређени пут и дозволила конструкцију математичких модела који имитирају метаболичку мрежу ћелије, Комбинација ових пристуа је довела до тога да се више холистички гледа на организам, што је омогућило радницима на том пољу да раумеју организам у целини, а не само његове појединачне компоненте. Термин дат овом поновном освртању на физиологију и макроскопски поглед је „системска биологија“, а примена у биотехнологији „синтетичка биологија“. 
Циљ синтетичке биологије је да максимизује принос жељеног производа уз минимализацију нежељених или непотребних метаболита. Примена иде у смеру производње хемикалија на велико и компететна је петрохемијској индустији по питању производа мале економске вредности, а потребе за великим приносима. Америчка компанија Геноматика је дала исплатив процес за производњу 1,4-бутандиола, важног хемијског интермедијера, од стране измењењног соја Е. coli.